# Nguyễn Du
Nguyễn Du (Hanoi, 3 gennaio 1765 – 16 settembre 1820) è stato un poeta e scrittore vietnamita, scrisse in Chữ nôm, antica forma di scrittura del paese.
Nato nel 1765 a Bích Câu, nei pressi di Thang Long, Nguyễn Du (chữ Hán: 阮攸) fu un mandarino durante la Dinastia Nguyễn.
È famoso per aver scritto La storia di Kieu (1820), la storia di una coppia costretta a rinunciare all'amore a causa della lealtà della ragazza all'onore della famiglia. Oggi è ancora considerato come il simbolo della letteratura vietnamita.